# مجموعة فقيه للرعاية الصحية
مستشفيات الدكتور سليمان فقيه هي مجموعة مراكز وعيادات طبية في جدة.

## التاريخ

### التأسيس
قام الدكتور سليمان فقيه بتأسيس المستشفى في مدينة جدة في المملكة العربية السعودية والتي أُفتتحت عام 1978. لقد كانت مستشفى الدكتور سليمان فقيه قائدا حقيقا في هذا المجال، تلك المستشفى التي قد تطورت بروحها الرائدة ورؤيتها الواضحة على مدار أربعة عقود وقد حدث بالمستشفى العديد من الطفرات في معايير تقديم خدمات الرعاية الطبية في المملكة العربية السعودية وفي المنطقة كلها. وفي 1 أبريل 2024 أعلنت هيئة السوق المالية السعودية الموافقة على طلب شركة مستشفى الدكتور سليمان عبدالقادر فقيه تسجيل أسهمها وطرح 49.8 مليون سهما للاكتتاب العام ما يمثل (21.47 بالمئة) من إجمالي أسهم الشركة.

### التوسعة الأولى
في عام 1986 قام صاحب السمو الراحل الملك فهد بن عبد العزيز بافتتاح أول توسعه للمستشفى. بالإضافة إلى مضاعفة القدرة الاستيعابية للمرضى، فان هذه التوسعة قدمت العديد من المراكز الجديدة مثل مراكز جراحات القلب المفتوح والعيادات الجديدة بما في ذلك جراحات المخ والأعصاب وعلاج امراض الكلى ومراكز العقم والخصوبة. وقد تم اقامة مستشفى الدكتور سليمان فقيه لكى تكون بدور القيادة في مجال الرعاية الصحية الخاصة في المملكة العربية السعودية.

### مختبر الفيروسات
وفي عام 1995 تم عزل مختبر الفيروسات، لأول مرة في المملكة العربية السعودية، ومختبر فيروسات الدنك وفيروس الحمى النزفيه، وفي عام 1996 تم اقامة مختبرا جديدا للفيروسية المصفرة بالإضافة إلى الاكتشافات التي كان لها دورا فعالا في الوقاية من انتشار الأمراض في المنطقة الشرقية للملكة.

### التوسعة الثانية
في عام 1999 قام خادم الحرمين الشريفين الملك عبد الله بن عبد العزيز، والذي كان وليا للعهد انذاك، بافتتاح التوسعة الثانية للمستشفى. وبهذا فقد تم إضافة مبنيين اثنين جديدين لحرم مستشفى الدكتور سليمان فقيه وتم تقديم عيادات الأطفال وعيادات الأطفال حديثى الولادة وجراحات التجميل ومراكز تحسين الصحة ومراكز اللياقة البدنية.
تعد مستشفى الدكتور سليمان فقيه رائدا للمنطقة في مجال زراعة الأعضاء بما في ذلك زراعة الكلى والنخاع الشوكى وزراعة الكبد وعمليات زراعة القلب. ويعد مركز المستشفى لجراحات القلب المفتوح من اعلى المراكز التي تستقبل اعلى عدد من العمليات على مستوى القطاع الخاص في المملكة العربية السعودية وذلك بمعدل نجاح لا يقارن باى مركز اخر من المراكز المتميزة.

## المستشفيات والمراكز التابعة
- المستشفيات:

1. مستشفى د.سليمان فقيه «الرياض».
2. مركز د. سليمان فقيه الطبي «النزهة، جدة».
3. مركز د. سليمان فقيه الطبي «البساتين، جدة».

- العيادات:

1. عيادة فقيه التنفيذية.

## إمتيازات
يعد مستشفى الدكتور سليمان فقيه أول مستشفى خاص في المنطقة الغربية في المملكة العربية السعودية تحصل على الاعتماد من قبل اللجنة الدولية المشتركة (جا سى اى) في عام 2001 وعام 2009 وعام 2012. وقد تم تم اعتمادها أيضا من قبل المجلس الاسترالى لمعدلات الرعاية الصحية العالمية (اه سى اتش اى) وذلك في عام 2008 و 2012. وفي الوقت الحاضر تعد مستشفى الدكتور سليمان فقيه واحدة من المستشفيات المميزة في الشرق الأوسط ويقوم بزيارتها ما يزيد عن 500,000 مريض كل عام وتعد أيضا أول مستشفى تقوم بنشر تقرير المسؤولية الاجتماعية للشركات في قطاع الرعاية الصحية في منطقة الشرق الأوسط في عام 2008.
تم قبول تقرير المسؤولية الاجتماعية للشركات من قبل مستشفى الدكتور سليمان فقيه في عام 2011 بالإضافة إلى انه تم تصنيفها بالمستوى (ا) أبناء على ارشادات وتوجيهات مبادرة الإبلاغ العالمية. وبناء على ذلك الفعل فان مستشفى الدكتور سليمان فقيه تعد أول مؤسسة أو منظمة في المملكة العربية السعودية وكذا أول مستشفى في قطاع الرعاية الصحية في الشرق الأوسط وإفريقيا وتعد أيضا إحدى المستشفيات العالمية القليلة التي حققت هذا المستوى في التقرير المدون عنها.

## إنجازات المستشفى
مستشفى الدكتور سليمان فقيه قامت بالعديد من الإنجازات من ان تم افتتاحها. بعض من هذه الإنجازات يشمل على الاتى:
- 1985: كانت مستشفى الدكتور سليمان فقيه أول مستشفى في القطاع الخاص تقوم بزراعة الكلى.
- 1990: أول عملية للزراعة القلب في المنطقة الشرقية بالمملكة العربية السعودية.
- 1995: أول اكتشاف في المملكة العربية السعودية وإعداد تقرير لمنظمة الصحة الدولية عن عزل فيروس الحمى النزفيه في مختبر الفيروسات.
- 1996: فصل أو عزل الفيروسة المصفرة في مختبر الفيروسات. وقد تم التأكيد على النتيجة في مركز مكافحة الأمراض في الولايات المتحدة الأمريكية. وكان نجاحها اللاحق في مكافحة انتشار المرض نجاحا ملحوظا.
- 2003: إنشاء كلية الدكتور سليمان فقيه للتمريض.
- 2005: كانت مستشفى الدكتور سليمان فقيه أول مستشفى في القطاع الخاص تقوم بعملية زراعة النخاع العظمى.
- 2005: شهادة اعتماد من قبل برنامج الجودة بمنطقة مكة (والذي يعرف الآن بالمجلس المركزى الدولي لاعتمادات الرعاية الطبية.
- 2006: أول عملية زرع كبد بقطاع المستشفيات الخاص بالمملكة
- 2006: اقامة مركز تثقيف وتعليم المرضى (بى تى سى), مركز التثقيف والمعلومات الطبية بالتعاون مع الشركة العربية السعودية العملاقة للبترول (ارامكو).
- 2006: اعتماد من اللجنة الدولية المشتركة. كانت مستشفى الدكتور سليمان فقيه أول مستشفى في في المنطقة الشرقية بالمملكة العربية السعودية تحصل على مثل هذا الاعتماد.
- 2007: قامت مستشفى الدكتور سليمان فقيه بالتوسع في خدماتها العلاجية لكى تشمل تقنيات الاشعة العصبية لعلاجات الاوعية الدموية المتعددة.
- 2007: كانت مستشفى الدكتور سليمان فقيه أول مستشفى تجلب شرائح آلة التصوير المقطعى (في سى تى) إلى المملكة العربية السعودية.
- 2008: اعتماد المجلس الاسترالى الدولى لمعايير الرعاية الصحية (اه سى اتش اس اى).
- 2008: قامت المستشفى بنشر أول تقرير عن المسئولية الاجتماعية والتي تعد الأولى من نوعها في مجال الرعاية الصحية في الشرق الأوسط واسيا. وقد قامت المستشفى مؤخرا بنشر تقريرها الثاني عن المسئولية الاجتماعية للشركات.
- 2009: تلقت المستشفى شهادة تقدير باعتبار ان مستشفى الدكتور سليمان فقيه كانت إحدى أفضل سبعة شركات على مستوى مائة شركة بالمملكة العربية السعودية فيما يتعلق بالمسئولية الاجتماعية للشركات وفق المبادرة السعودية للمسئولية التنافسية واحتلت أيضا المركز الأول في قطاع الرعاية الصحية.
- 2009: تم اعتماد مستشفى الدكتور سليمان فقيه مرة أخرى من قبل اللجنة الدولية المشتركة (جا سى اى) وذلك للمرة الثانية.
- 2010: احتلت مستشفى الدكتور سليمان فقيه المركز الرابع في المملكة العربية السعودية فيما يتعلق بالاستدامة خلال منتدى التنافس العالمى.
- 2011: قامت مستشفى الدكتور سليمان فقيه بتنفيذ معايير الايزو 14001:2004 وأيضا معايير (أو اس اه اى 18001:2007) وتقوم الشركة بتطبيق معايير السلامة المهنية وحماية البيئة وفقا لتلك المعايير.
- 2011: احتلت مستشفى الدكتور سليمان فقيه المركز الثالث وحصلت على جائزة الملك خالد للاستدامة خلال منتدى التنافس العالمى.
- 2011: فازت مستشفى الدكتور سليمان فقيه جائزة التميز في الرعاية المركزة للمرضى في اطار اشتراكها في معرض الصحة العربي السنوى للانجازات والإبداع. تم منح تلك الجوائز للعديد من الافراد والمعاهد عرفانا بانجازاتهم البارزة وإسهاماتهم في تدعيم وتطوير قطاع الصحة والرعاية الصحية في المنطقة العربية.
- 2012: تم قبول تقرير المسئولية الاجتماعية للشركات لمستشفى الدكتور سليمان فقيه لعام 2011 وتم منحه المستوى (ا) بناء على ارشادات مبادرة الإبداع العالمية. وبهذا تعد مستشفى الدكتور سليمان فقيه أول مؤسسة في المملكة العربية السعودية هي أول مستشفى في قطاع الرعاية الطبية في الشرق الأوسط وإفريقيا وتعد أيضا واحدة من بين المستشفيات العالمية القليلة التي حققت مثل هذا المستوى من التقارير.
- 2012: تلقى الدكتور مازن فقيه المدير العام لمستشفى الدكتور سليمان فقيه جائزة صاحب أهم الإسهامات البارزة في مجال صناعة الرعاية الصحية على مستوى الشرق الأوسط في اطار المشاركة في مسابقة الإنجازات الصحية العربية والإبداع في عام والتي اقيمت في دبى يوم الثلاثاء الموافق 24 من شهر يناير لعام 2012 في اطار المعرض والمؤتمر العربي للرعاية الصحية.تعد هذه الجائزة اعترافا بالدور المهنى البارز في مجال الرعاية الصحية التي قدمت اسهامات هامة لصناعة الرعاية الصحية في منطقة الشرق الأوسط وقامت أيضا بإظهار الالتزام مدى الحياة بتطوير تلك الصناعة. وتتشكل لجنة الحكام من مجموعة من الحكام المعروفين على المستوى الدولى من مجموعة متنوعة من مختلف القطاعات والتخصصات الصناعية.
- 2012: تم اعتماد مستشفى الدكتور سليمان فقيه مرة أخرى من قبل اللجنة الدولية المشتركة (جا سى اى) وذلك للمرة الثالثة.
- 2012: تم اعتماد مستشفى الدكتور سليمان فقيه مرة أخرى من قل المجلس الاسترالى الدولى لمعايير الرعاية الصحية (اه سى اتش اس اى) وذلك للمرة الثانية.

## أنظر أيضاً
- المواساة للخدمات الطبية
- السعودي الألماني الصحية
- مجموعة علاج الطبية
- مجموعة الحبيب الطبية
- مجموعة أندلسية
- مجموعة العبير الطبية
- مجموعة مستشفيات المانع
- مستشفيات الحياة الوطني
- مستشفيات دله
- مستشفيات الحمادي
- الوطنية للرعاية الطبية
- قائمة المستشفيات في السعودية